# Lijst van voetbalinterlands Saint Kitts en Nevis - Turks- en Caicoseilanden
Deze lijst van voetbalinterlands is een overzicht van alle officiële voetbalwedstrijden tussen de nationale teams van Saint Kitts en Nevis en de Turks- en Caicoseilanden. De landen speelden tot op heden vier keer tegen elkaar. De eerste ontmoeting, een kwalificatiewedstrijd voor het Wereldkampioenschap voetbal 2002, werd gespeeld op 18 maart 2000 in Basseterre. Het laatste duel, een kwalificatiewedstrijd voor het Wereldkampioenschap voetbal 2018, vond plaats in Providenciales op 26 maart 2015.

## Wedstrijden
| № | Plaats         | Datum         | Competitie           | Wedstrijd                             | Uitslag |
| - | -------------- | ------------- | -------------------- | ------------------------------------- | ------- |
| 1 | Basseterre     | 18 maart 2000 | WK 2002 kwalificatie | St. Kitts-Nev. – Turks- en Caicoseil. | 8 – 0   |
| 2 | Basseterre     | 21 maart 2000 | WK 2002 kwalificatie | Turks- en Caicoseil. – St. Kitts-Nev. | 0 – 6   |
| 3 | Basseterre     | 23 maart 2015 | WK 2018 kwalificatie | St. Kitts-Nev. − Turks- en Caicoseil. | 6 − 2   |
| 4 | Providenciales | 26 maart 2015 | WK 2018 kwalificatie | Turks- en Caicoseil. − St. Kitts-Nev. | 2 − 6   |

## Samenvatting
| Competitie      | Totaal gespeeld | Winst St. Kitts-Nev. | Gelijk | Winst Turks- en Caicoseil. | Doelsaldo St. Kitts-Nev. – Turks- en Caicoseil. |
| --------------- | --------------- | -------------------- | ------ | -------------------------- | ----------------------------------------------- |
| WK-kwalificatie | 4               | 4                    | 0      | 0                          | 26 − 4                                          |
| Totaal          | 4               | 4                    | 0      | 0                          | 26 − 4                                          |

Wedstrijden bepaald door strafschoppen worden, in lijn met de FIFA, als een gelijkspel gerekend.

## Details

### Derde ontmoeting
| WK 2018 kwalificatie (Basseterre, Saint Kitts en Nevis , 23 maart 2015): |              | |
| Saint Kitts en Nevis | 6 – 2        | Turks- en Caicoseilanden |
| Atiba Harris 17' Thrizen Leader 43' Orlando Mitchum 45+3' Tishan Hanley 67' Errol O'Loughlin 85' Orlando Mitchum 90+1'                                                                  | goals        | 22' Billy Forbes 72' (e.d.) Gerard Williams |
| Jeffery Hazel | bondscoach   | Oliver Smith |
| Julani Archibald Tesfa Robinson Mudassa Howe Thirzen Leader 81' Gerard Williams Orlando Mitchum Thomas Zephaniah Errol O'Loughlin Harrison Panayiotou 90' Atiba Harris Ryan Robbins 54' | opstellingen | Ian Jones Alex Bryan 51' Dady Aristide Widlin Calixte Evens Alcide Billy Forbes Herby Magny Marcdonald Fenelus James Rene 69' Wildens Delva Marc Fenelus |
| Tishan Hanley 54' Nile Walwyn 81' Evansroy Barnes 90' | wissels      | 51' Fred Dorvil 69' Lenford Singh |
| Jovaughne Leader 15' | gele kaarten | |
| Mudassa Howe , 27' | rode kaarten | |

SKNFA · A-internationals · Vrouwenelftal van Saint Kitts en Nevis
1979 – 1989 · 
1990 – 1999 · 
2000 – 2009 · 
2010 – 2019 ·
2020 − 2029
Amerikaanse Maagdeneilanden ·
Andorra ·
Anguilla ·
Antigua en Barbuda ·
Armenië ·
Aruba ·
Bahama's ·
Barbados ·
Belize ·
Bermuda ·
Britse Maagdeneilanden ·
Canada ·
Costa Rica ·
Cuba ·
Curaçao ·
Dominica ·
Dominicaanse Republiek ·
El Salvador ·
Estland ·
Georgië ·
Grenada ·
Guyana ·
Haïti ·
India ·
Jamaica ·
Kaaimaneilanden ·
Mauritius ·
Mexico ·
Montserrat ·
Nicaragua ·
Noord-Ierland ·
Puerto Rico ·
Saint Lucia ·
Saint Vincent en de Grenadines ·
San Marino ·
Suriname ·
Taiwan ·
Trinidad en Tobago ·
Turks- en Caicoseilanden ·
Verenigde Staten
TCIFA · 
A-internationals · 
Vrouwenelftal van de Turks- en Caicoseilanden
1990 – 1999 · 
2000 – 2009 · 
2010 – 2019 ·
2020 − 2029
1999 · 
2000 · 
2001 · 
2002 · 
2003 · 
2004 · 
2005 · 
2006 · 
2007 · 
2008 · 
2009 · 
2010 · 
2011 · 
2014 ·
2018 ·
2019 ·
2020 ·
2021 ·
2022 ·
2023 ·
2024
Amerikaanse Maagdeneilanden ·
Anguilla ·
Aruba ·
Bahama's ·
Belize ·
Britse Maagdeneilanden ·
Cuba ·
Dominica ·
Dominicaanse Republiek ·
Guyana ·
Haïti ·
Kaaimaneilanden ·
Nicaragua ·
Saint Kitts en Nevis ·
Saint Lucia ·
Saint Vincent en de Grenadines